# 瓦伦蒂诺·通托多纳蒂
瓦伦蒂诺·通托多纳蒂（義大利語：Valentino Tontodonati，1959年11月14日—），意大利男子赛艇运动员。他曾代表意大利参加1982年世界赛艇锦标赛，获得男子轻量级八人单桨有舵手金牌。